# Borówko (Pobiedziska)
Borówko ist ein Ortsteil des Dorfs Zbierkowo der Gemeinde Pobiedziska im Powiat Poznański der Woiwodschaft Großpolen im westlichen Zentral-Polen. Der Ort befindet sich etwa zwei Kilometer östlich von Pobiedziska und 26 Kilometer nordöstlich der Landeshauptstadt Poznań und gehört zum Schulzenamt Polska Wieś.

## Geschichte
Der Ort gehörte nach der Zweiten Teilung Polens 1793 zum Kreis Schroda und ab 4. Januar 1900 zum Kreis Posen-Ost. 1903 wurde der Ort von Borowko Hauland in Borowko und am 24. Juli 1909 in Waldheim umbenannt.  Im Jahr 1910 hatte der Ort 67 Einwohner.
In den Jahren 1975 bis 1998 gehörte der Ort zur Woiwodschaft Posen.